# Синьга
Синьга́ (лат. Melanitta nigra) — водоплавающая птица семейства утиных.

## Описание

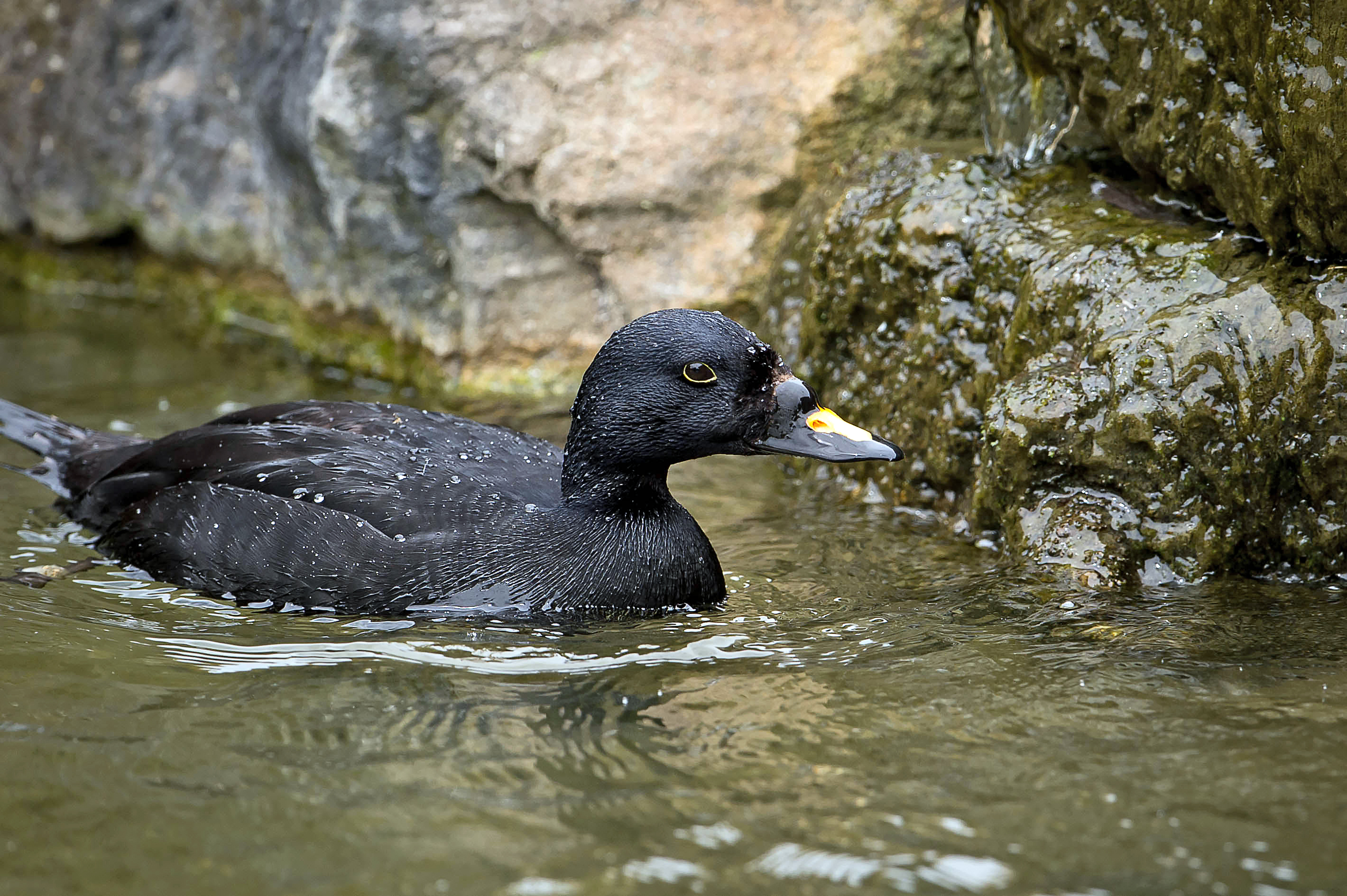

Синьга весит от 1200 до 1400 грамм и достигает длины от 45 до 54 см. Размах крыльев составляет 79—90 сантиметров. Брачный наряд самца имеет сплошной чёрный окрас с немного светлыми краями крыльев. Клюв широкий, плоский с жёлтым пятном. У основания клюва заметен нарост. Зимнее оперение самца и самки тёмно-коричневого цвета. Голова серо-коричневого цвета, нижняя половина лица серо-белая. Клюв самки серый, без нароста. Обе особи имеют лапы от тёмно-бурого до чёрного цвета. Хвост длинный, остроконечный, часто немного поднят при плавании. В полёте синьга перемещается быстро и часто на низкой высоте. Самцы издают крыльями свистящий звук.

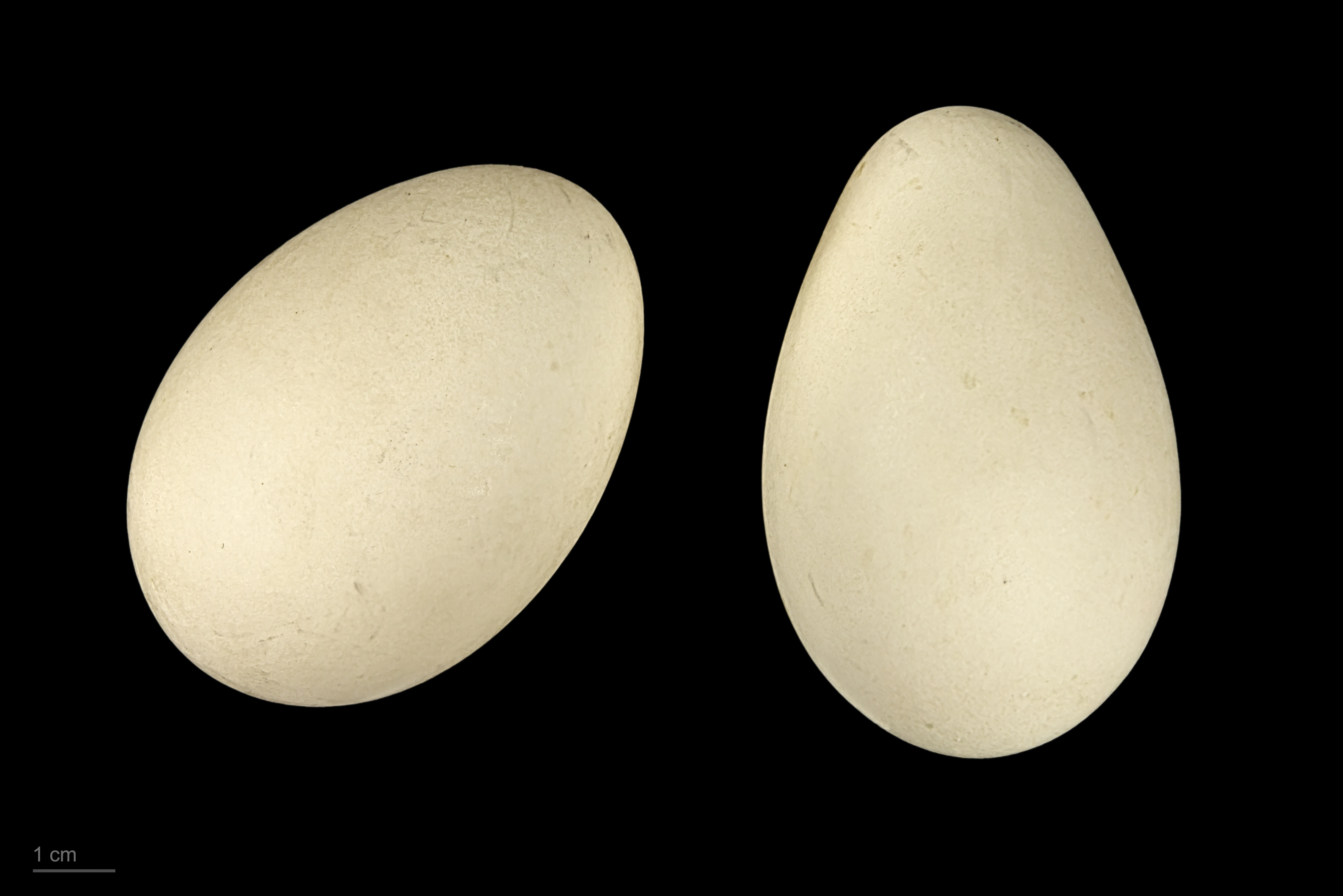
яйцо Melanitta nigra - Тулузский музеум

## Местообитание
Гнездовья синьги расположены на севере Британских островов, в Исландии и Скандинавии, на севере России, в западной Сибири. На зимовку синяя утка отправляется в умеренные районы на юге Испании и Марокко. В Азии чаще зимует на прибрежных водоёмах Японии, Китая и Кореи. Общительная птица, держится на море большими стаями. Охотится, как правило, небольшими группами.

## Питание
Корм синьги состоит преимущественно из мидий, рачков и моллюсков. В пресных водоёмах охотится на насекомых и мелкую рыбу, ныряя за добычей. При этом может достигать глубины до 30 метров.

## Размножение
Половая зрелость наступает в 2 года. Гнездовья расположены у медленно текущих рек, озёр и прудов, а также на краю леса и в тундре. Гнёзда сооружают из растительного материала. Насиживают яйца раз в год с марта по июнь. Самцы покидают в июне колонии и возвращаются для линьки на моря. Самка откладывает 6 — 9 жёлто — белых яиц. Птенцы вылупляются через 27 — 31 день. Сразу после рождения выводок следует за матерью в воду. Оперение птенцов похоже на оперение самки. Через 45 — 50 дней они становятся самостоятельными. В природе синьги живут от 10 до 15 лет.

## Классификация и подвиды
Вид Melanitta nigra некоторые авторы разделяют на два подвида: атлантическая синьга (Melanitta nigra nigra) и американская (тихоокеанская) синьга (Melanitta nigra americana), (Swainson,1882), называемую также Black Scooter.

## Популяция
Популяция синьги во всём мире насчитывает от 1,9 до 2,4 миллионов особей. (Wetlands International 2002).